# 永定里 (堡里)
永定里，是台灣南部自明鄭時期至清治初期的一個行政區劃，其範圍約為今臺南市的安定區北部、善化區西南端一小塊地區、麻豆區南端一小塊地區、西港區北部、佳里區中南部及將軍區東部。
永定里為1664年（南明永曆十八年）明鄭時期始設的四坊二十四里之一，其南邊為新化里，東邊為善化里、開化里，北邊為尚未納入管轄地區，西邊瀕臨臺江內海。
清治以後，永定里改名為安定里，後來分拆為安定里東保、安定里西保，其後西保再分拆為西港仔堡、蕭壠堡、漚汪堡。